# Miquel Arimon i Marcé
Miquel Arimon i Marcé (Sabadell, 12 d'octubre de 1882 - Barcelona, 23 de novembre de 1936) fou un industrial tèxtil del ram de la corderia.

## Biografia
Miquel Arimon va ser regidor de l'Ajuntament de Sabadell amb l'alcalde Esteve M. Relat, durant la dictadura de Primo de Rivera. Detingut les primeres setmanes de l'aixecament franquista, el van tancar a la txeca del carrer de Sant Elies de Barcelona i el van assassinar a la carretera de l'Arrabassada el 23 de novembre del 1936.
L'1 de desembre de 1939 Sabadell li va dedicar el carrer tradicionalment conegut com de les Vaques.